# 2828 Iku-Turso
2828 Iku-Turso este un asteroid din centura principală, descoperit pe 18 februarie 1942, de Liisi Oterma.